# André Leducq
André Leducq (Saint-Ouen (Seine-Saint-Denis), 27 februari 1904 - Marseille, 18 juni 1980) was een Franse beroepswielrenner tussen 1927 en 1939. Als amateur werd hij wereldkampioen in 1924 in Parijs. Hij won de Ronde van Frankrijk in 1930 en 1932 en won in totaal 25 etappes. De firma Mercier bracht onder zijn naam motorfietsen op de markt.
Tijdens de Ronde van Frankrijk 1930 zorgde hij voor een historische prestatie door na een val in de afdaling van de Galibier toch nog de rit én de Tour te winnen.
Een persfoto van Leducq, na zijn val op de Galibier zittend op de grond, inspireerde vrijwel zeker  de Duitse beeldhouwer Arno Breker in 1938 voor zijn beeldhouwwerk  Der Verwundete, dat zich in de tuin van een aan Breker gewijd museum te Düsseldorf bevindt.
Leducqs record van 25 ritzeges hield jarenlang stand, tot het in 1974 werd verbeterd door Eddy Merckx.

## Belangrijkste overwinningen
1927
6e, 23e en 24e etappe Ronde van Frankrijk
1928
Parijs-Roubaix
2e, 10e, 11e en 16e etappe Ronde van Frankrijk
1929
2e, 11e, 17e, 18e en 21e etappe Ronde van Frankrijk
1930
5e en 16e etappe Ronde van Frankrijk
 Eindklassement Ronde van Frankrijk
1931
20e etappe Ronde van Frankrijk
Parijs-Tours
1932
3e, 11e, 13e, 15e, 20e en 21e etappe Ronde van Frankrijk
 Eindklassement Ronde van Frankrijk
1933
Internationaal Wegcriterium
13e en 14e etappe Ronde van Frankrijk
1934
Criterium der Azen
1935
Etappe 18b Ronde van Frankrijk
1938
21e etappe Ronde van Frankrijk

## Resultaten in voornaamste wedstrijden

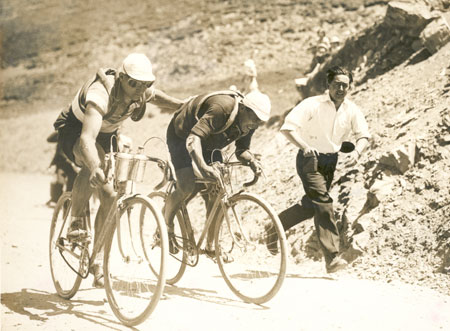
Leducq wordt geholpen door Georges Speicher tijdens de Ronde van Frankrijk 1933

| Jaar | Ronde van Italië | Ronde van Frankrijk | Ronde van Spanje |
| ---- | ---------------- | ------------------- | ---------------- |
| 1927 |                  | 4e (3)              |                  |
| 1928 |                  | ↑ (4)               |                  |
| 1929 |                  | 11e (5)             |                  |
| 1930 |                  | ↑ (2)               |                  |
| 1931 |                  | 10e (1)             |                  |
| 1932 |                  | ↑ (6)               |                  |
| 1933 |                  | 31e (2)             |                  |
| 1934 |                  |                     |                  |
| 1935 | opgave           | 17e (1)             |                  |
| 1936 |                  |                     |                  |
| 1937 |                  |                     |                  |
| 1938 |                  | 30e (1)             |                  |

| Jaar | Parijs-Roubaix | Parijs-Tours |  | WK op de weg |
| ---- | -------------- | ------------ |  | ------------ |
| 1927 | 17e            |              |  |              |
| 1928 | ↑              |              |  |              |
| 1929 |                |              |  |              |
| 1930 | 32e            | 7e           |  | 11e          |
| 1931 |                | Goud         |  |              |
| 1932 | 22e            |              |  |              |
| 1933 |                | 6e           |  |              |
| 1934 | 29e            | 6e           |  |              |
| 1935 |                |              |  |              |
| 1936 |                |              |  |              |
| 1937 |                |              |  |              |
| 1938 |                |              |  |              |

- Bibliothèque nationale de France: cb10911304c (data)
- Gemeinsame Normdatei: 1122467648
- International Standard Name Identifier: 0000 0000 2441 687X
- Library of Congress Control Number: n79001326
- Système universitaire de documentation: 116423064
- Virtual International Authority File: 19798972
- WorldCat: E39PBJhCBWkKhhJhkFwTdxyWXd